# Funaria marginatula
Funaria marginatula là một loài Rêu trong họ Funariaceae. Loài này được (Müll. Hal.) Cardot mô tả khoa học đầu tiên năm 1915.